# إدي ميلر (لاعب كرة قاعدة أمريكي)
إدي ميلر (بالإنجليزية: Eddie Miller)‏ هو لاعب كرة قاعدة أمريكي، ولد في 29 يونيو 1957 في سان بابلو في الولايات المتحدة.

## وصلات خارجية
- إدي ميلر على موقعبيزبول رفرنس.كوم (الدوري الرئيسي) (الإنجليزية)
- إدي ميلر على موقعبيزبول رفرنس.كوم (الدوري الثانوي) (الإنجليزية)